# Ballabio (cognome)
Ballabio è un cognome di lingua italiana.

## Varianti
Ballabi.

## Origine e diffusione
Cognome tipicamente lombardo, è presente prevalentemente nel milanese.
Potrebbe derivare dal toponimo Ballabio.

## Persone
- Arturo Ballabio – missionario ed ex calciatore italiano
- Erwin Ballabio – calciatore e allenatore di calcio svizzero
- Fulvio Ballabio – pilota automobilistico italiano